# 国际社会主义组织 (加纳)
国际社会主义组织（英语：International Socialist Organisation）是加纳的一个托洛茨基主义组织。该组织的政治立场是极左翼。该组织是英国社会主义工人党领导的国际社会主义倾向的成员。